# Revolutionärer Autonomer Jugendverband
Der Revolutionäre Autonome Jugendverband (Abkürzung: RAJV) war eine Jugendorganisation in der Deutschen Demokratischen Republik in den 1980er Jahren, die durch ihre innersozialistisch-reformistische Opposition zur Staatspartei SED aus der Illegalität heraus agierte, und auch in den 1990er Jahren nach der Wiedervereinigung in der Bundesrepublik Deutschland noch weiter existierte.

## Gründung und frühe Geschichte
Der RAJV entstand zwischen 1982 und 1985 aus einem losen Freundeskreis heraus, welcher sich ursprünglich in der Punkszene und dem Umfeld der Offenen Arbeit gefunden hatte. Dieser wurde nach und nach unter anderem durch Herbert Mißlitz (1960–2016) politisiert, der ihnen den Trotzkismus nahebrachte. Dennoch waren Teile der Gruppe, teils aufgrund des Mangels an der in der DDR streng verbotenen Literatur, vorwiegend anarchistisch geprägt. Die Prägung hatte zur Folge, dass sich die Gruppe zunehmend auf einen Kontrakurs zur DDR einstellte und die DDR auch vor den Behörden, Polizei und Stasi hinterfragten und eine rätedemokratisch-sozialistische Gesellschaft der der DDR vorzogen. Zunächst wurden sie dazu in Jugendklubs aktiv, in denen sie die FDJ-Kader, welche die Klubs leiteten, argumentativ in Gespräche verwickelten. Die zunächst hauptsächlich in Berlin aktive Organisation hatte den Anspruch, als Gegenströmung zur FDJ verstanden zu werden. Im Jahr 1987 brachte ein konkretes Ereignis die Gruppe in eine entschlossene Haltung zum Staat: das Konzert der Gruppe Element of Crime, bei dem ein Überfall auf die Zionskirche durch neonazistische Skinheads stattfand. Jener hätte von der Volkspolizei aufgehalten werden können. Von den (oppositionellen) Jugendgruppen wurde spekuliert, ob der Angriff bewusst ignoriert wurde, um der oppositionellen Bewegung zu schaden und gleichzeitig nicht ins Visier der westlichen Presse zu geraten. Auch bei den Protesten gegen die Jahrestagung des Internationalen Währungsfonds 1988 war die Gruppe aktiv und wurde später von der Stasi verhaftet und vernommen. Auch nach dem Sputnik-Verbot November 1988 begrüßte die Gruppe Gorbatschows neuen Kurs von Glasnost und Perestroika als Liberalisierung des Staatssozialismus. Die Linie, den „Sozialismus in einem Land“ zu erhalten, wurde von der RAJV als dem Weg zum Sozialismus entgegenstehend kritisiert. Die Gruppe half zudem, die Wahlen in der DDR rückwirkend als Wahlbetrug zu überführen. Im Kontext einer vermehrten Ausreisebewegung unterstützte der RAJV die Bewegung solidarisch, engagierte sich aber auch bei den Protesten zur Reformierung der DDR nach dem Motto „Wir sind das Volk / Wir bleiben hier“. Die Selbstbezeichnung "Revolutionärer Autonomer Jugendverband" wurde ab Mai 1989 verwendet, als die Gruppe sich entschloss, ihr Engagement vermehrt auf die Straße zu tragen. Der Verband wurde am 12. April 1990 offiziell gegründet, nachdem bereits am 19. September 1989 als zweite nicht-staatliche Organisation nach dem Neuen Forum der Versuch unternommen wurde, den Status zu erhalten, dieser Versuch wurde allerdings vom Staat abgelehnt. Im Jahr 1990 versuchte die Gruppe, gemeinsam mit der „Autonomen Antifa“ und dem Linken Jugendring ein Jugendzentrum als Gegenpol zur FDJ aufzubauen, das an Jugendliche von 12 bis 16 Jahren gerichtet war (vgl.). Das Zentrum hatte allerdings auch das Potenzial, eine Anlaufstelle für jung politisierte Rechte zu sein, was dem RAJV missfiel. Es zeigte einmal erneut die Organisationsform der RAJV, die sich vornehmlich an der westlich-autonomen (vgl.mit der IVL, also der Internationalen Vereinigten Linken ) statt der sozialistisch – oftmals stalinistisch geprägten – Szene, orientierten und oftmals häufiger mit diesen zusammenarbeiteten.

## Entwicklung während und nach der Wende
Der Verband kann als ostdeutscher Vorgänger der Sozialistischen Alternative (SAV) bezeichnet werden. So entstand nach der Grenzöffnung ein reger Austausch zwischen den Gruppen Voran als Ableger des Committee for a Workers’ International und dem RAJV, welcher sich zunächst auf die rätesozialistischen und antistalinistischen Elemente bezog, sich mit der Zeit aber weiter an die Linie des Voran anglich. Die Gruppen warben mit Flugblättern für eine souveräne DDR, die sie auch aus den westdeutschen Beständen der Schwesterorganisation entnahmen. Sie halfen federführend beim Organisieren der Montagsdemonstrationen im Berliner Raum, die sich im Laufe der Zeit von innersozialistisch-reformistischen zu deutsch-deutsch-Föderalistischen Idealen wandelten. Infolge dieses Kontextes kam es zu einem Bruch innerhalb der Gruppe, wobei sich ein Teil abspaltete und als "Marxisten für Rätedemokratie" weiter agierte und sich später in das Committee for a Workers’ International eingliederte. Die Gruppen führten ihre Arbeit fort und riefen oftmals gemeinsam mit anderen Antifagruppen zu Demonstrationen auf. Der RAJV war Mitglied der Vereinigten Linken / Böhlener Plattform. Bis Mitte der 1990er-Jahre gab es in Chemnitz eine Gruppe mit bis zu 200 Mitgliedern. Aufgrund der Mitarbeit an den Montagsdemonstrationen und der Größe des Jugendverbandes hatte der Verband die Chance, bei dem Runden Tisch der Jugend mitzuwirken. Ihre Ideen wurden allerdings infolge des gesellschaftlichen Wandels kaum beachtet. Am 19. Dezember 1989 demonstrierten über 50.000 Menschen, darunter Mitglieder des RAJV, gegen das Zehn-Punkte-Programm, einen Zusammenschluss von West- und Ostdeutschland und für den Erhalt einer souveränen DDR. Im Frühjahr 1991 schloss sich eine Gruppe der „Marxisten für Rätedemokratie“, welche sich in Rostock gegründet hatte, mit der westdeutschen Gruppe Voran zusammen. Das Alternative Jugendzentrum Chemnitz (AJZ) wurde vom RAJV mitgegründet und wirkt bis heute im linkspolitischen Stadtbild mit. Ebenso ist das von dem RAJV besetzte Haus in der Lottumstraße 10a ein gemeinschaftliches Projekt geworden und beinhaltet das Café Bandito Rosso.

## Mitglieder des RAJV (Auswahl)
- Jan Hollants, Kio Wilhelm, Antje Keller, Jeanette Grabow, Maik Degner, Falk Röhner, Karin Däbritz, Jörg Hofmann, Manja König, René Henze